# Jacques Ochs
Jacques Martin Ochs (Nizza, 1883. február 18. – Liège, 1971. április 3.) belga festő, illusztrátor, olimpiai bajnok vívó.

## Sportpályafutása
Tőr- és párbajtőrvívásban is versenyzett, de nemzetközi szintű eredményt párbajtőrben ért el.